# NGC 6190
NGC 6190 é uma galáxia espiral (Sc) localizada na direcção da constelação de Draco. Possui uma declinação de +58° 26' 21" e uma ascensão recta de 16 horas, 32 minutos e 06,4 segundos.
A galáxia NGC 6190 foi descoberta em 30 de Outubro de 1883 por Lewis A. Swift.